# 宮古テレビ
宮古テレビ株式会社（みやこテレビ、Miyako Television co.）は、沖縄県宮古島市と多良間村をサービスエリアとし、テレビ放送、インターネットサービス、モバイル事業を手掛けるケーブルテレビ放送局。略称「MTV」。

## 概要
1977年に宮古島有線テレビ（みやこじまゆうせんテレビ、Miyako Cable TeleVision・略称：MCTV）として設立、翌1978年開局、サービス開始。
通常の地上波、衛星波（BS・CS）の放送、自主放送に加え、沖縄県に系列局を持たない日本テレビ と、読売テレビの番組を時差配信しているチャンネルを持っている。
宮古島市、多良間村（以下、宮古地区）のニュースを扱った報道番組などを自主制作する他、行政等の情報配信を一手に引き受けるケーブルテレビ局である。
1993年12月16日に琉球放送（RBC）と沖縄テレビ放送(OTV)がアナログ波で、2009年10月21日に琉球朝日放送(QAB)がデジタル波で、それぞれ中継局を開設するまでは、各局のニュース番組及びそれぞれの系列キー局であるTBSテレビ、フジテレビジョン並びにテレビ朝日の番組も一部時差放送していた。
QABについてはデジタル契約で再送信を開始したほか、中継局開局に先立ち2009年10月1日から、中継局がないアナログ放送についても、試験放送段階だったデジタル放送（信号）をアナログ放送（信号）に変換する形で、VHF6chにより再送信サービスを開始（この当時はQAB以外のアナログチャンネルも配信していたが、QABは当初からデジアナ変換による放送のためレターボックス16:9サイズで放送していた）。
このため、宮古テレビにおけるテレビ朝日の番組の時差配信は、一部再放送扱いで継続している番組を除き、2010年3月31日放送分をもって終了した。
なお、多チャンネル放送については、ジャパンケーブルキャスト（JC-HITS）の衛星配信ネットワークを使用していたが、2011年3月でJC-HITSのネットワークが光配信に移行したため、4月より日本デジタル配信の衛星配信ネットワーク（i-HITS）に変更された。
2022年10月1日より、生放送の報道番組・情報番組を中心とした一部番組限定で、鹿児島読売テレビの区域外再放送を開始した。
住所
- 本社：〒906-0007 沖縄県宮古島市平良東仲宗根968-9
- 那覇支社：〒9002-0067 沖縄県那覇市安里3-4-9　丸隆ビル1F
- 多良間営業所：〒906-0602 沖縄県宮古郡多良間村字仲筋467（有限会社 共伸電気）

資本金
4,660万円
設立年月日
1977年6月13日
加入世帯
約11,500世帯（2009年3月末）
参考
宮古島市世帯数 23,289世帯（2009年度）
多良間村世帯数 541世帯（2009年度）
サービスエリア
宮古島市（大神島を除く）、多良間村（水納島を除く）
事業内容
- ケーブルテレビ事業
  - 全日本トライアスロン宮古島大会、学校行事など各種イベントの収録、販売、番組企画、制作、CM制作、ケーブルテレビを利用した宣伝等
- ケーブルインターネット事業
- モバイル事業
- 光コラボ事業（NTT光回線利用）
- 動画広告配信サービス（デジタルサイネージ）

## 沿革
- 1977年（昭和52年）6月13日 - 宮古島有線テレビ株式会社設立（資本金3,000万円）。
- 1978年（昭和53年）
  - 3月27日 - 試験放送開始。
  - 5月1日 - 放送開始（開局） 日本テレビ系列・テレビ朝日系列・テレビ東京系列の番組の放送を開始。
- 1979年（昭和54年）10月 - 自主制作報道番組「MCTVアワー」開始（ニュース30分間他、平日放送）。
- 1982年（昭和57年）
  - 洋画番組放送開始（サントリー提供）。
  - 4月 - 自主制作の生放送情報番組「週刊テレビ あがんにゃ」放送開始（1時間、毎週土曜夕方）。
- 1984年（昭和59年）10月 - 文字放送開始。
- 1985年（昭和60年）10月25日 - 国内ケーブルテレビ局では初の23GHz固定無線伝送設備を設置。
- 1986年（昭和61年）
  - 7月1日 - 自社ビル完成に伴い新社屋へ移転。
  - 12月7日 - TBS系列・フジテレビ系列の番組の放送を開始（系列局である琉球放送（RBC）・沖縄テレビ放送（OTV）制作の番組を含む）。
- 1987年（昭和62年）7月25日 - BS放送を開始、チャンネルが合計7波となる。
- 1988年（昭和63年）11月 - 宮古テレビ株式会社へ社名変更。
- 1990年（平成2年）
  - 5月1日 - CS放送開始、CSN（現：ムービープラス）など4局を加えチャンネルが合計11波となる。
  - 7月 - BS放送によるNHKとの共同制作番組（宮古島の紹介番組）を全国生中継。
- 1991年（平成3年）4月 - 「第7回全日本トライアスロン宮古島大会」をNHKとの共同制作で全国生中継。
- 1992年（平成4年）2月 - 宮古島で初のプロ野球オープン戦（中日×大洋戦）を中部日本放送（CBC）との共同制作で生中継。
- 1993年（平成5年）
  - JC-SATパラボラアンテナ設置、ベーシックチャンネル13波・有料チャンネル5波の計18波となる。
  - 12月16日 - 先島中継局開設に伴い、RBC・OTVの同時放送を開始、チャンネルが合計20波に。これによりTBS系列とフジテレビ系列の番組が無くなる。
- 1996年（平成8年）8月 - 日本テレビCS放送「CS★日テレ」放送開始（ - 2000年9月）、チャンネルが合計21波となる。
- 1998年（平成10年）5月1日 - 開局20周年、20年間のVTRをまとめた「宮古島20年の歴史」を放送。
- 2002年（平成14年）4月3日 - ケーブルインターネットサービスを開始。
- 2006年（平成18年）2月 - IP電話サービスを開始（現在は事業終了）。
- 2007年（平成19年）4月 - デジタル放送サービスを開始、アナログコースの新規加入受け付けを停止。
- 2008年（平成20年）11月 - NHK沖縄放送局の地デジ再送信を開始。
- 2009年（平成21年）
  - 10月1日 - 琉球朝日放送（QAB）のアナログ放送サービス開始（デジタル放送（信号）をアナログ放送（信号）に変換して再送信）。
  - 10月21日 - QABを含む県内民放の地デジ再送信を開始。
- 2010年（平成22年）4月1日 - 宮古テレビからテレビ朝日系列の番組がなくなる。空いた枠は日本テレビ系列の番組に差し替え。
- 2022年（令和4年）10月1日 - 鹿児島読売テレビ（KYT）の区域外再放送を一部特定番組の限定で開始[3]。

## 放送チャンネル

### テレビ局
宮古島市と多良間村で一部配信チャンネル・内容が異なる。(→は宮古島市と同一チャンネル)
「D」は地上波、「B」はBS、チャンネルと局名を桃色掛けしている局は、成人向けのチャンネルとなっており、未成年者は加入できないほか、成人に対しても、未成年者が視聴できない様対策を取ることが求められている。
| 宮古島市 | 多良間村 | 放送局                                 |
| -------- | -------- | -------------------------------------- |
| D011-012 | →        | NHK総合1・2 沖縄                       |
| D021-023 | →        | NHKEテレ1・2 沖縄                      |
| D031-032 | →        | 琉球放送                               |
| D051-053 | →        | 琉球朝日放送                           |
| D081-082 | →        | 沖縄テレビ放送                         |
| D091     | D013     | 宮古テレビ                             |
| D092     | D014     | 宮古テレビ2                            |
| D111     | →        | 行政チャンネル                         |
| D112     | →        | 気象情報チャンネル                     |
| B101     | →        | NHK BS                                 |
| B141     | →        | BS日テレ                               |
| B151     | →        | BS朝日                                 |
| B161     | →        | BS-TBS                                 |
| B171     | →        | BSテレ東                               |
| B181     | →        | BSフジ                                 |
| B191     | →        | WOWOWプライム（有料オプション）        |
| B192     | →        | WOWOWライブ（有料オプション）          |
| B193     | →        | WOWOWシネマ（有料オプション）          |
| B200     | →        | BS10                                   |
| B201     | →        | BS10スターチャンネル（有料オプション） |
| B211     | →        | BS11                                   |
| B222     | →        | BS12 トゥエルビ                        |
| B231     |          | 放送大学テレビ                         |
| B232     |          | 放送大学テレビ                         |
| BS4K101  |          | NHK BSプレミアム4K                     |
| BS4K141  |          | BS日テレ 4K                            |
| BS4K151  |          | BS朝日 4K                              |
| BS4K161  |          | BS-TBS 4K                              |
| BS4K171  |          | BSテレ東 4K                            |
| BS4K181  |          | BSフジ 4K                              |
|          | CS223    | チャンネルNECO                         |
|          | CS227    | ザ・シネマ                             |
|          | BS236    | アニマックス                           |
|          | CS240    | ムービープラス                         |
|          | BS251    | 釣りビジョン                           |
|          | CS254    | GAORA SPORTS                           |
|          | CS257    | 日テレジータス                         |
|          | CS292    | 時代劇専門チャンネル                   |
|          | CS293    | ファミリー劇場                         |
|          | CS299    | テレ朝チャンネル2                      |
|          | CS312    | Dlife                                  |
|          | CS314    | 女性チャンネル♪LaLa TV                 |
|          | CS317    | KBS WORLD                              |
|          | CS322    | スペースシャワーTV                     |
|          | CS329    | 歌謡ポップスチャンネル                 |
|          | CS330    | キッズステーション                     |
|          | CS341    | アニマルプラネット                     |
|          | CS354    | CNNj                                   |

## 主な放送番組
- 宮古テレビ（091ch）では、自主制作番組のほか、RBC・OTV・QABで放送されていない日本テレビ系列（日本テレビ・読売テレビ）や他のケーブルテレビ局（沖縄県内ケーブルテレビ2局を含む）の番組を放送している[5]。前述の通り、2022年10月から鹿児島讀賣テレビからの区域外再放送により、一部の日本テレビ系列のニュース・情報番組の放送も開始した[3]。
- 092chでは、全日本トライアスロン宮古島大会の完全生中継、宮古島市議会・多良間村議会の一般質問を放送している他、地元の首長選挙、議会議員選挙においては、独自取材に基づく開票速報を放送している。
- 行政チャンネル（111ch）は、宮古島市より委託を受け運営するチャンネル。文字放送による行政関連のお知らせ等を放送。

### 自主制作番組
宮古テレビチャンネルで現在放送されているもの。時刻は日本標準時。
- MTVおひるまえ（平日11:00 - 11:45)
- MTVニュースライナー（平日 19:30 - 20：00 / 24:50 - 25:20）
  - 沖縄本島中南部をサービスエリアとする沖縄ケーブルネットワーク（OCN、1日遅れ。金曜は3日遅れ）でも放送されている。
- MTVニュースライナー字幕放送（平日 23:00 - 23:25）
  - 石垣市をサービスエリアとする石垣ケーブルテレビ（ICT）でも放送されている。
- MTVニュース（毎日）
- ウィークリー宮古（土曜 19:30 - 20:00 / 23:35 - 24:05）
- ウィークリー宮古字幕放送（日曜 8:00 - 8:30）
- サンデートピック（日曜 19:30 - 20:00 / 24:10 - 24:40）
- 週刊テレビ あがんにゃ（土曜 18:00 - 19:00 / 24:05 - 25:05）

＊石垣ケーブルが制作する「ウィークリー八重山」は宮古テレビ、沖縄ケーブルネットワーク（1週遅れ）で放送されている。

### 以前放送されていた番組
前身の宮古島有線テレビ時代を含め、コミュニティチャンネルで放送されていた在京キー局制作の番組。太字の番組については、現在も番組自体は継続中のもの。
先島地区の地上波アナログテレビ中継局が完成する以前は、全国ネット番組以外にOTV・RBC制作の夕方のローカルニュースを翌日の昼間に時差放送していた。
- 森田一義アワー 笑っていいとも!（1993年12月16日からはOTVで放送されていたが、2014年3月31日に当番組が終了した。）
- サザエさん（現在はOTVで放送）
- それいけ!アンパンマン（現在はRBCで放送）
- レディス4
- モーニングショー
- RBCエリアレポート
- OTVイブニングワイド→OTVスーパータイム
- 象印クイズ ヒントでピント
- 機動戦士ガンダム（メ～テレ制作）
- ごちそうさま（おもいッきりテレビの1コーナー）
- スター爆笑Q&A(ytv制作)
- お笑いマンガ道場(中京テレビ制作)
- 欽ドン!良い子悪い子普通の子
- おそ松くん
- 上岡龍太郎にはダマされないぞ!

など

## 備考
ニュース映像
沖縄や東京のテレビ局との間で映像提供に関しての契約を結んでおり、宮古テレビ報道部・制作部が取材した映像素材が、沖縄並びに全国放送のニュース番組で使用されることがある。台風時には「宮古テレビ」のクレジット表示の上、同局アナウンサー・記者によるレポートが、テレビ朝日（ANN）やフジテレビ（FNN）の番組で放送されることがある。
コマーシャル
- 地元企業のCM制作も行なっており、同局アナウンサーがCM出演・ナレーションも行ない自主チャンネルで放送される。
- 同チャンネルで在京キー局制作番組を放送する際は、主に自社制作及び、公共広告機構（ACジャパン）が流れるが、キー局の対象地域で流れているCMがそのまま放送されることもある。

## 関連会社
宮古テレビのグループ会社
- 光商事（元宮古クレジット）
- 株式会社パック
- 株式会社沖縄ビジネスセンター